# Бушор, Эрнст (археолог)
Эрнст Генрих Бушор (нем. Ernst Heinrich Buschor, 2 июня 1886, Хюрбене, Швабия — 11 декабря 1961, Мюнхен) — немецкий археолог и историк искусства. Бушор был одним из самых влиятельных археологов своего времени. Изучение его работ в значительной степени определило развитие немецкоязычной классической археологии.

## Биография
Эрнст Бушор с 1895 по 1904 год учился в гимназии Меланхтона (Melanchthon-Gymnasium) в Нюрнберге. В 1904—1912 годах изучал классическую историю и археологию в Мюнхенском университете имени Людвига-Максимилиана, где на него оказал влияние выдающийся археолог и историк античного искусства Адольф Фуртвенглер. В 1912 году Бушор получил докторскую степень, а затем стипендию Немецкого археологического института (Deutschen Archäologischen Instituts) для участия в археологических исследованиях, но началась Первая мировая война. За участие в боях в 1917 году Эрнст Бушор был награждён Железным крестом 2-й степени и в 1918 году Баварским орденом за военные заслуги.
В 1919 году Бушор стал адъюнкт-профессором в университете Эрлангена и полным профессором во Фрайбурге в 1920 году. С 1922 по 1929 год он был первым директором Афинского отделения Немецкого археологического института. Проводил раскопки в Афинах, Олимпии и Амиклах недалеко от Спарты. В 1929—1959 годах Бушор преподавал в качестве профессора археологии в Мюнхенском университете. В 1929 году был назначен директором мюнхенского Музея слепков классической скульптуры. С 1925 года, с перерывами до 1961 года, руководил раскопками на острове Самос в Эгейском море.
В годы нацизма Бушор не состоял членом НСДАП, но с 1934 года принадлежал к Национал-социалистическому союзу учителей, а с 1938 года был членом общества «Национал-социалистическая народная благотворительность». С весны 1946 года по осень 1947 года он был отстранён от должности профессора американским военным командованием.
Эрнст Бушор имел множество научных наград. В 1937 году он получил почётную докторскую степень Афинского университета. В 1959 году был награждён орденом «за заслуги» Pour le Mérite. Бушор с 1931 года состоял членом Баварской академии наук, с 1943 года — Прусской академии наук, с 1930 года входил в состав Австрийского археологического института. Был награждён Баварским орденом «За заслуги», Прусским Орденом за заслуги в науке и искусстве Pour le Mérite.

## Вклад в историческую науку
Бушор внёс важный вклад в различение особенностей древнегреческого искусства архаики и стиля ранней классики, так называемого строгого стиля, показав актуальность этой проблемы для правильного понимания эволюции античной культуры. Бушор использовал термины своего друга и во многом единомышленника Мартина Хайдеггера: «форма существования» (Daseinsform) и «форма явления» (Erscheinungsform). Если произведение искусства высокой классики интровертно и заключено в самом себе, то искусство поздней классики и эллинизма, по Бушору, требует внимания зрителя, как бы обращено к пространству его восприятия (Wahrnehmungsraum).
Свою концепцию Эрнст Бушор впервые изложил в работе «Греческая вазопись» (Griechische Vasenmalerei, 1913), а затем во введении к первому тому Справочника по археологии, опубликованному в 1939 году: «Понятие и метод археологии» (Begriff und Methode der Archäologie). Этот текст был принят без изменений в издании 1969 года и стал одной из основ в подготовке поколений молодых археологов.
Статья Бушора «Техническое видение» (Technisches Sehen), опубликованная в 1952 году, проиллюстрировала его собственный подход к концепции смены художественных стилей, более высокого порядка с философской точки зрения, чем идеи Алоиза Ригля и его концепции художественной воли.
Бушор представил искусство античности широкой аудитории в таких произведениях, как «Скульптура греков» (Die Plastik der Griechen) и «Фидий — человек» (Phidias der Mensch). «Портретную лестницу» Бушора представляет серия очерков «История портрета от истоков искусства Древнего Египта до Пабло Пикассо» (Der Geschichte des Porträts von den Anfängen in der Kunst des Alten Ägyptens bis zu Pablo Picasso). Эрнст Бушор перевёл на немецкий язык тридцать одну из сохранившихся трагедий Эсхила, Софокла и Еврипида.
Бушор оказал решающее влияние на немецкую классическую археологию на Западе и Востоке после Второй мировой войны, в частности через своих учеников. В 1960-х годах более половины всех кафедр классической археологии в европейских университетах возглавляли ученики Бушора. Среди них были Роланд Хампе, Герхард Кляйнер, Франк Броммер, Эрнст Бергер и Фридрих Хиллер.